# Stanisław Kalita
Stanisław Kalita (ur. 26 kwietnia 1961 w Szczecinie, zm. 22 lutego 2000) – polski historyk i archeolog-numizmatyk, specjalista z zakresu historii starożytnej. Pracownik Uniwersytetu Jagiellońskiego.

## Życiorys
W 1980 roku rozpoczął studia na Wydziale Historycznym Uniwersytetu Jagiellońskiego. Pracę magisterską pt. – Państwa Hellenistyczne w Baktrii i Indiach. Studium izolacji napisał pod kierunkiem prof. Aleksandra Krawczuka. Pod opieką prof. Janusza Ostrowskiego napisał również pracę magisterską z archeologii pt. Portrety władców na monetach greko-baktryjskich i indo-greckich. Próba klasyfikacji. W 1990 roku rozpoczął studia doktoranckie, których zwieńczeniem była obrona pracy doktorskiej pt. Wybrane problemy historii państw greckich w Baktrii i w Indiach. Próba nowej interpretacji źródeł pisanych pod opieką prof. Edwarda Dąbrowy w 1998 roku. Na jej podstawie rozpoczął pracę nad książką – Grecy w Baktrii i Indiach. Wybrane problemy z ich historii, która została wydana już po przedwczesnej śmierci badacza.
Publikował m.in. w Zapiskach Numizmatycznych.

## Dorobek naukowy
Specjalizował się w dziejach państw grecko-baktryjskiego i indo-greckiego. W kwestii datowania uniezależniania się Baktrii oraz Królestwa Partów podważał tzw. chronologię niską, zaproponowaną przez m.in. Józefa Wolskiego, który bunt Andragorasa i secesję Partii od Seleukidów datował na rok 245 p.n.e., a secesję Baktrii pod przywództwem Diodotosa na rok 239. Kalita zaproponował inną datację, argumentując to analizą zasobu numizmatycznego. Diodotos miał uniezależnić się przed 250 r. p.n.e., a secesja Królestwa Partów i ogłoszenie się przez Diodotsa królem na ok. 250 r. p.n.e..
W 2007 roku została wydana księga pamiątkowa poświęcona Stanisławowi Kalecie.